# Entrevista con el vampiro (película)
Entrevista con el vampiro (título original: Interview with the Vampire) es una película estadounidense de terror y drama dirigida por Neil Jordan, basada en la novela homónima de 1976 de Anne Rice y protagonizada por Tom Cruise, Brad Pitt, Christian Slater, Antonio Banderas, Kirsten Dunst y Stephen Rea. Relata la historia de Louis de Pointe du Lac desde finales del siglo xviii hasta la década de 1990, su relación con Lestat de Lioncourt y su lucha por sobreponerse a su condición de vampiro. El propio Louis relata sus vivencias durante gran parte de la película a un periodista en la ciudad de San Francisco.
Estrenada el 11 de noviembre de 1994 en los Estados Unidos bajo la distribución de Warner Bros. Pictures, recibió en general críticas positivas y se convirtió en un éxito comercial al recaudar más de 223 millones de dólares en taquilla ante un presupuesto estimado de cincuenta millones. Obtuvo galardones en los premios BAFTA, Saturn, ASCAP, MTV Movie y YoungStar, así como nominaciones en los premios Óscar y Globo de Oro, entre otros reconocimientos en eventos cinematográficos alrededor del mundo. Medios como Forbes, Vogue, Screen Rant, The Oprah Magazine, Parade y The Village Voice la incluyeron en listas de las mejores películas de vampiros de la historia.
En 2001 se estrenó La reina de los condenados, un nuevo largometraje basado en la obra literaria de Anne Rice en la que Stuart Townsend interpretó el papel de Lestat de Lioncourt. Diez años después se estrenó una nueva adaptación televisiva del libro Entrevista con el vampiro, con Jacob Anderson, Sam Reid y Bailey Bass en los papeles principales.

## Argumento
Lestat de Lioncourt (Tom Cruise) es un vampiro de aspecto juvenil que a lo largo de los años va sumando víctimas, a las que en algunas ocasiones les concede el don de la inmortalidad. A finales del siglo xviii se cruza en su camino Louis de Pointe du Lac (Brad Pitt), un joven atormentado por la muerte de su esposa e hijo. Doscientos años después, en San Francisco, Louis le cuenta en una habitación de hotel su historia a Daniel Molloy (Christian Slater), un periodista que usa una grabadora y cintas para guardar el relato sobre cómo su entrevistado llegó a convertirse en un ser inmortal.
Louis es transformado en vampiro en 1791, seis meses después de la muerte de su esposa en el parto de su único hijo. Consumido por el dolor y entregado a la bebida en una conducta autodestructiva, es atacado una noche por Lestat. Tras dejarlo casi muerto a orillas del río, se presenta ante él nuevamente y le ofrece una vida diferente, que nunca terminará y en la que ninguna enfermedad ni dolor volverá a tocarlo. Louis acepta y decide ver el sol por última vez antes de ser convertido en el vampiro compañero de Lestat. A lo largo de su relato, expresa su desesperación al comprobar que para poder sobrevivir y mantenerse joven debe tomar vidas humanas. Esto le causa un gran desasosiego e intenta subsistir bebiendo la sangre de gallinas y ganado para no tener que asesinar personas. Incómodo por las crecientes sospechas de los esclavos de su plantación, decide prender fuego a su vieja mansión y huir.
Después de presenciar una feroz matanza de Lestat, Louis vaga por las calles de Nueva Orleans y llega a una zona afectada por la peste, donde encuentra a una niña junto al cadáver putrefacto de su madre. Casi de manera inconsciente, bebe la sangre de la pequeña. En ese momento aparece Lestat, quien decide ofrecérsela como su compañera. La niña, llamada Claudia (Kirsten Dunst), comparte con Lestat su instinto asesino y sed de sangre, pero es a Louis a quien realmente ama. Los tres vampiros viven juntos durante décadas en medio de intrigas y desconfianza.
Cansados de la conducta inestable de Lestat, Claudia y Louis deciden matarlo para librarse de él. Luego de envenenarlo y prenderle fuego, arrojan su maltrecho cuerpo en un lago infestado de cocodrilos y escapan hacia Europa en busca de otros inmortales. En París encuentran a Armand (Antonio Banderas), un antiguo vampiro que lidera una agrupación teatral compuesta en su totalidad por seres de su propia especie. Santiago (Stephen Rea), uno de sus compañeros, es capaz de leer la mente de Louis y se entera de su papel en la muerte de Lestat, un hecho que se considera imperdonable entre los vampiros. Por su parte, Claudia sabe que Armand ansía estar al lado de Louis, y captura a una mujer parisina llamada Madeleine (Domiziana Giordano) para convertirla en su compañera. Los vampiros del teatro, comandados por Santiago, encierran a Louis en un ataúd de hierro y a Madeleine y a Claudia en una torre sin techo para que mueran consumidas por el sol al amanecer. 
Rescatado por Armand después de la muerte de las dos vampiras, Louis cobra una feroz venganza y destruye a todos los inmortales del teatro. Tras rechazar la oferta de Armand de convertirse en su compañero, emprende un largo viaje por el Viejo Mundo y regresa a América en 1988. Allí encuentra de nuevo a un Lestat decadente, afectado y desconectado del nuevo siglo, con vida pero muy debilitado. Lestat le pide que se quede con él una vez más, pero Louis lo rechaza y sigue su camino. Al terminar la entrevista, Daniel Molloy le pide a Louis que lo convierta en su compañero, fascinado por lo increíble de su relato. El vampiro se enfurece, lo empuja violentamente y desaparece. Daniel sale de la habitación, se sube a su auto y huye, pero minutos después es sorprendido por Lestat, quien lo muerde y recupera de inmediato su vitalidad perdida mientras toma el volante y atraviesa el puente Golden Gate.

## Reparto

### Principal

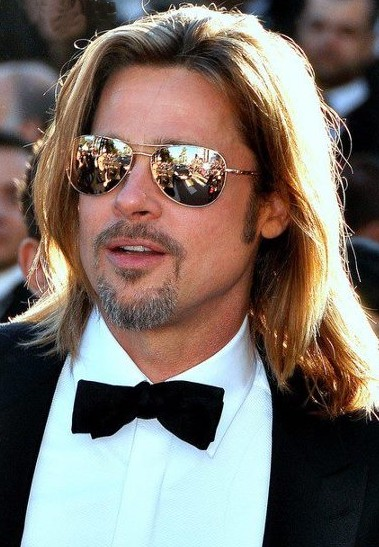
El actor estadounidense Brad Pitt interpretó el personaje principal de Louis de Pointe du Lac en Entrevista con el vampiro.

- Brad Pitt como Louis de Pointe du Lac, un criollo hijo de padres franceses convertido en vampiro por Lestat de Lioncourt.[1]
- Tom Cruise como Lestat de Lioncourt, un vampiro inestable, despiadado y caprichoso que escoge a Louis como su compañero.[2]
- Christian Slater como Daniel Molloy, un periodista de San Francisco escogido por Louis para contarle la historia de su vida.[1]
- Kirsten Dunst como Claudia, una niña transformada en vampiro por Louis y Lestat que comparte varios años de su vida con ellos.[1]
- Antonio Banderas como Armand, el líder de un grupo de vampiros parisinos que ansía la compañía de Louis.[1]
- Stephen Rea como Santiago, uno de los vampiros parisinos que desconfía de Louis y Claudia por haber asesinado a Lestat.[1]
- Domiziana Giordano como Madeleine, una mujer francesa escogida por Claudia como su compañera.[3]

### Secundario
- Thandie Newton como Yvette, esclava y víctima de Louis.[1]
- Indra Ové y Helen McCrory como las prostitutas de Nueva Orleans.[3][4][5]
- George Kelly como el frabricante de muñecas.[4]
- Lyla Hay Owen como la viuda St. Clair.[4][6]
- Lee E. Scharfstein como el amante de la viuda.[4]
- Roger Lloyd Pack como el maestro de piano de Claudia.[4]
- Susan Lynch, Sara Stockbridge, Matthew Sim, Andrew Tiernan y Marcel Iureş como los vampiros de París.[3][4]
- Laure Marsac como la mujer mortal en el escenario.[4]
- Louis Lewis-Smith como el niño de París.[4]

## Desarrollo

### Antecedentes

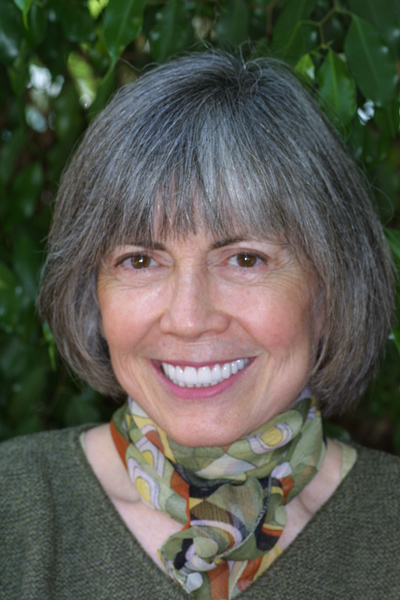
La película está basada en la novela homónima escrita por la autora estadounidense Anne Rice.

La autora estadounidense Anne Rice escribió la novela Entrevista con el vampiro en 1973, inspirada en el personaje interpretado por la actriz Gloria Holden en la película La hija de Drácula (1936). En una entrevista para The Daily Beast, Rice afirmó: «Para mí, los vampiros eran personas elegantes, trágicas y sensibles. Me dejé llevar por esa sensación al escribir Entrevista con el vampiro». Luego de varios rechazos por parte de las editoriales, en 1974 su agente literario Phyllis Seidel logró vender los derechos de publicación de la obra al sello Alfred A. Knopf.
Con una adaptación cinematográfica como objetivo, la compañía Paramount Pictures adquirió los derechos de la novela en abril de 1976, un mes antes de su publicación. El guion —escrito por la propia Rice— permaneció en el infierno del desarrollo durante años y sus derechos pasaron a manos de la compañía Lorimar Television antes de ser adquiridos por Warner Bros. a comienzos de la década de 1990. En una entrevista en enero de 1993, la autora manifestó que el estudio cinematográfico decidió esperar hasta verificar el desempeño de taquilla del largometraje Drácula, de Bram Stoker de Francis Ford Coppola antes de comprometerse con el desarrollo de Entrevista con el vampiro.

### Dirección, producción y guion
Warner Bros. contactó al director Neil Jordan tras el éxito de su película The Crying Game (1992). El cineasta calificó el guion desarrollado por Rice como «realmente interesante y ligeramente teatral», aunque se interesó más en el proyecto tras leer la novela y aceptó dirigir el filme con la condición de que le permitieran realizar algunas modificaciones al guion. Aspectos como la vida eterna y el arrepentimiento que siente el vampiro Louis de Pointe du Lac llamaron la atención de Jordan, quien se refirió a la historia como «la parábola más maravillosa sobre el regodeo en la culpa que jamás haya visto». Gracias a la producción de David Geffen y su empresa The Geffen Film Company, la película contó con un alto presupuesto, un hecho sin precedentes para una obra cinematográfica del género de vampiros en aquellos años. Jordan declaró al respecto:

No es muy frecuente que tengas la oportunidad de hacer una película complicada, oscura y peligrosa y conseguir un gran presupuesto. Tradicionalmente, las películas de vampiros se hacen en el extremo inferior de la escala, con poco dinero y en decorados rudimentarios. David Geffen es muy poderoso y ha invertido mucho dinero en Entrevista. Yo quería hacerla a escala épica, algo como Lo que el viento se llevó.

Si bien el guion definitivo —creado por Rice y modificado por Jordan— es en su mayor parte fiel a la obra original, presenta ciertos cambios importantes. En la novela, Louis se deprime por el fallecimiento de su hermano Paul, pero en el guion la causa de su desdicha es la muerte de su esposa e hija. El personaje de Claudia en la obra literaria tiene solamente cinco años cuando es convertida en vampiro por Lestat, mientras que en el filme se menciona que tiene diez años cuando sufre la transformación. En el libro, el personaje de Armand tiene una mayor participación e incluso llega a convivir durante décadas con Louis tras la muerte de Claudia, hecho que es totalmente modificado en el guion, donde este último se rehúsa a vivir con Armand como represalia por su participación en el asesinato de su compañera. Los finales de ambas obras también difieren considerablemente. En la novela, Daniel Molloy es mordido por Louis al finalizar la entrevista y viaja sin éxito a Nueva Orleans en busca de Lestat para pedirle que lo convierta en su compañero. En cambio, en la película el periodista no es atacado por Louis pero termina siendo víctima de Lestat mientras conduce a través del puente Golden Gate.

### Elección del reparto
Rice convirtió su historia en un guion cinematográfico con el actor francés Alain Delon en mente para interpretar el papel de Louis. Cuando inició el proceso de elección del reparto, Julian Sands entró en la consideración de la autora y de los fanáticos de la obra literaria para representar a Lestat, pero finalmente Tom Cruise —quien venía de protagonizar el largometraje The Firm (1993) de Sydney Pollack— se quedó con el papel. Cruise, cuya carrera se encontraba en pleno ascenso, recibió un salario de diez millones de dólares y un porcentaje de los beneficios del filme. A modo de preparación para interpretar su rol, el actor recurrió a diversos documentales sobre fauna silvestre para estudiar los movimientos de los leones cazando y adaptarlos al carácter de su personaje.

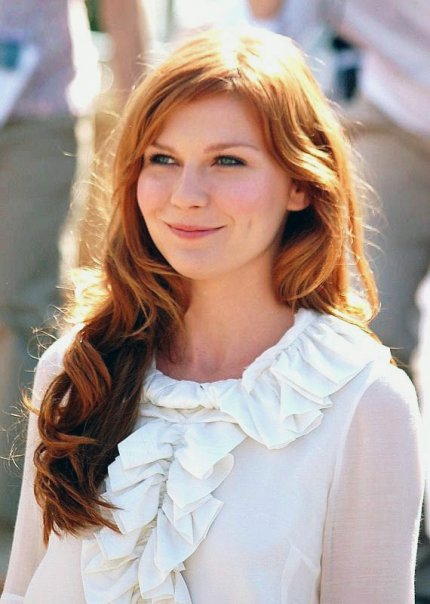
Kirsten Dunst interpretó a Claudia, su primer papel importante en el cine de Hollywood.

Rice expresó su inconformidad con la elección de Cruise al afirmar que no era el actor indicado para interpretar a Lestat y que el reparto era «tan extraño» que le era difícil imaginar que la película funcionara. Recomendó a otros actores como John Malkovich, Peter Weller, Jeremy Irons y Aleksandr Godunov, y sugirió que Brad Pitt y Tom Cruise intercambiaran sus papeles, pero también manifestó que los productores no escucharon sus sugerencias. Al final, la autora quedó satisfecha con la interpretación de Cruise tras ver la película terminada y sostuvo: «Que Tom hiciera que Lestat funcionara era algo que no podía ver en una bola de cristal». Más adelante se comunicó con el actor para felicitarlo por su desempeño y confesarle que estaba equivocada.
Debido a la percepción de Rice sobre la homofobia en el cine de Hollywood, en un momento dado reescribió la historia de Louis y lo convirtió en un personaje femenino para heterosexualizar su relación con Lestat. La actriz y cantante Cher entró en la consideración de los productores para realizar el papel, e incluso aportó la canción «Lovers Forever» —escrita junto con la cantautora canadiense Shirley Eikhard— para la banda sonora de la película. Cuando Pitt finalmente obtuvo el papel, la canción no se tuvo en cuenta. Una versión del tema en versión dance fue incluida en el álbum Closer to the Truth de la artista en 2013. También se llegó a mencionar el nombre de Anjelica Huston para interpretar uno de los roles principales, pero al final Pitt y Cruise se quedaron con los papeles protagónicos.
Originalmente, el periodista Daniel Molloy iba a ser interpretado por River Phoenix, pero el actor falleció cuatro semanas antes de comenzar el rodaje a raíz de una sobredosis de drogas. Christian Slater, elegido como su reemplazo, donó su salario de 250 000 dólares a las organizaciones benéficas favoritas del difunto actor a modo de tributo. Brad Pitt afirmó en una entrevista para Rolling Stone en diciembre de 1994 que estaba ansioso por compartir el rodaje con Phoenix: «Conocía un poco a River, pero quería conocerlo más [...] Tenía muchas ganas de que estuviera en el plató. Parece que cuando lo perdimos, todos perdimos algo especial».
Kirsten Dunst, quien tenía once años en ese momento y había registrado pequeñas apariciones en cine y televisión, se quedó con el papel de la pequeña vampira Claudia. En una entrevista con Variety, confesó que su entrenador le ordenó repetir su parte durante el proceso de casting: «Estaba con mi entrenador. Él estaba afuera de la habitación pero escuchaba a través de la puerta lo que yo estaba haciendo, y se dio cuenta de que no lo hice bien. Cuando salí, me dijo: "Vuelve a entrar y discúlpate con el director de casting"». Otras actrices como Natalie Portman, Evan Rachel Wood, Julia Stiles y Christina Ricci se presentaron en la misma audición.
El español Antonio Banderas, cuya carrera en el cine de Hollywood se encontraba en sus etapas iniciales, interpretó el rol de Armand, un antiguo vampiro que habita en las catacumbas de un teatro parisino. El irlandés Stephen Rea, un colaborador frecuente de Neil Jordan, representó a Santiago, uno de los vampiros del grupo liderado por Armand. Según el director, Rea fue la elección ideal para el papel: «Stephen es un gran actor: en todo lo que ha hecho ha sido casi siempre el alter ego del autor [...] En Entrevista con el vampiro desarrollé su personaje para hacerlo más juguetón. Creo que nadie podría haberlo hecho mejor que Stephen».

### Rodaje

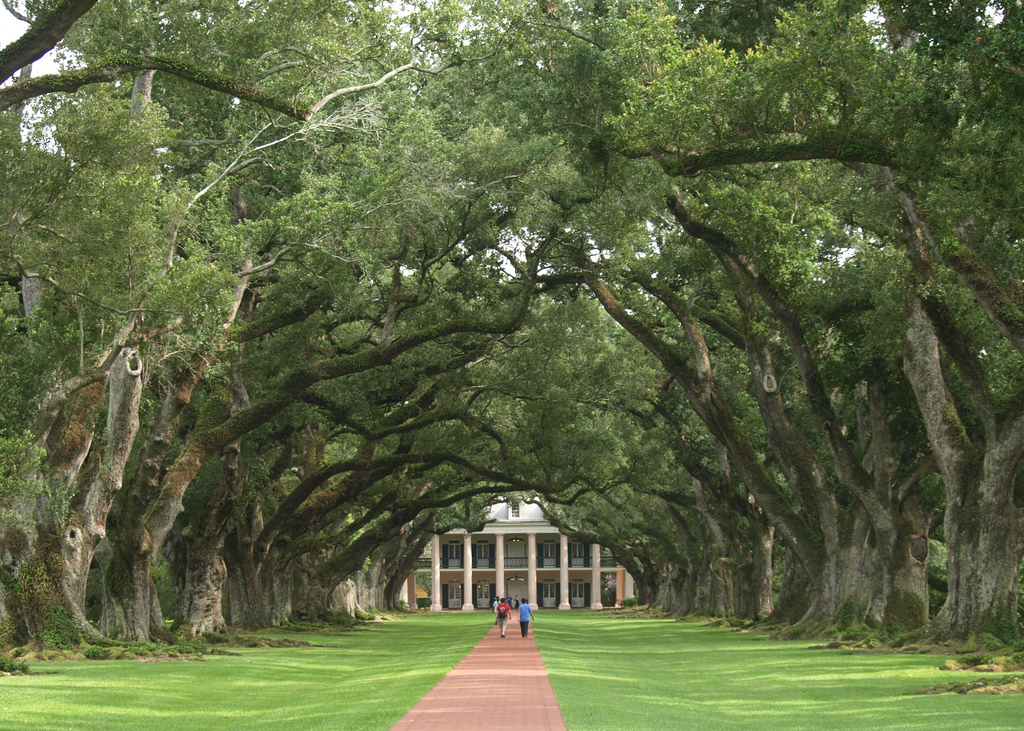
La plantación de Oak Valley en Luisiana fue uno de los lugares escogidos para el rodaje de la película.

El proceso de rodaje tuvo lugar principalmente en Nueva Orleans y en Londres, con un número limitado de locaciones en San Francisco y París. Las plantaciones de Destrehan —al oeste de Nueva Orleans— y de Oak Alley —en la comunidad cercana de Vacherie— sirvieron como escenarios para grabar las escenas en la plantación de Louis al inicio del filme. Para representar la Nueva Orleans de los siglos xviii y xix, el equipo de producción utilizó locaciones del Barrio Francés de Nueva Orleans y construyó un plató a lo largo del río Misisipi.

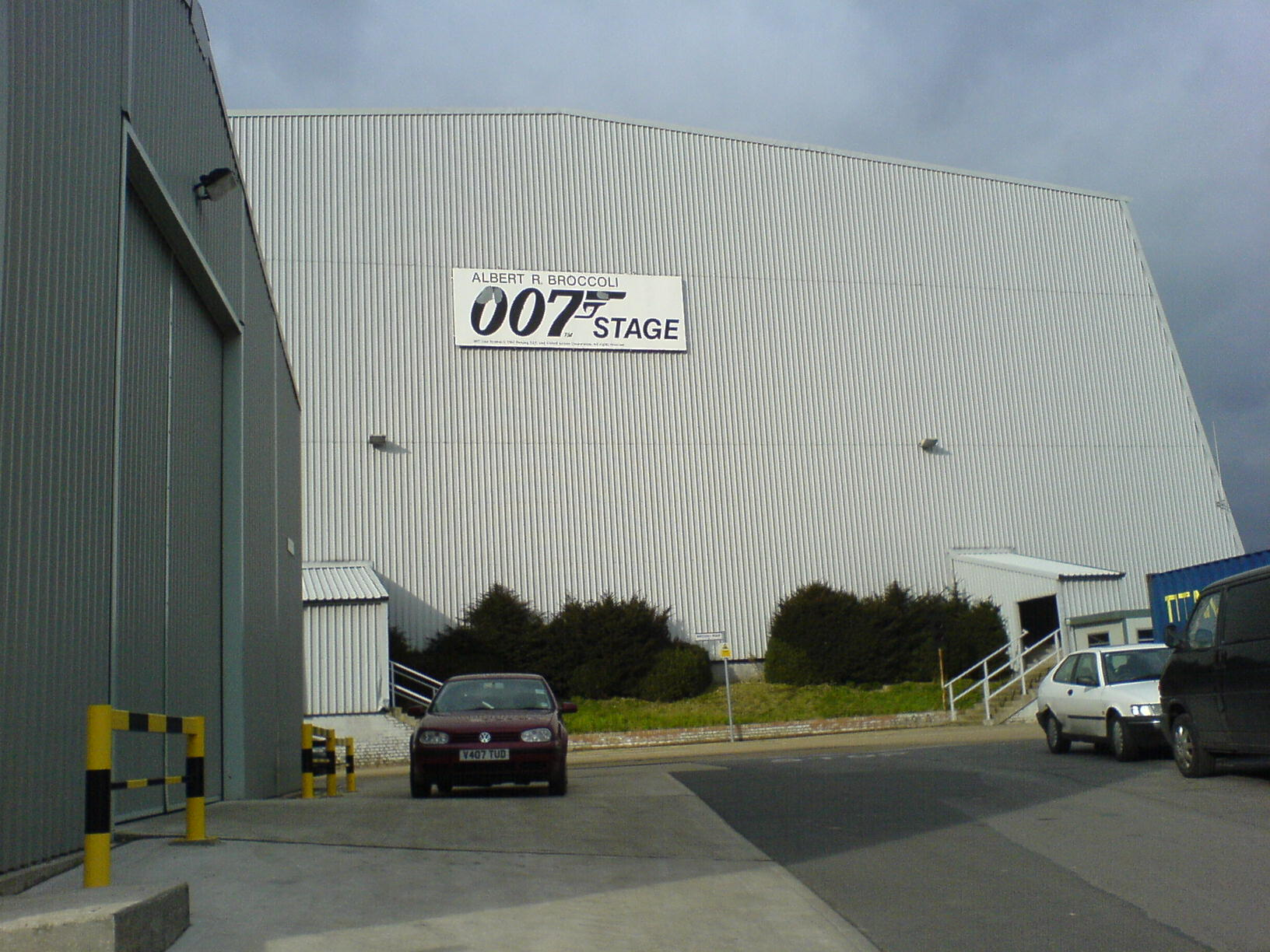
Las imágenes del Théâtre des Vampires se filmaron en el escenario Albert R. Broccoli 007 de los Estudios Pinewood.

El Teatro Coliseum, ubicado entre las calles Thalia y Coliseum de Nueva Orleans y cerrado al público en 1976, se utilizó para grabar la escena en la que Louis asiste a la proyección de la película Tequila Sunrise. Las escenas del interior de la sala de cine se capturaron en el Phoenix, un teatro ubicado en el área londinense de East Finchley. Las imágenes de la fachada del hotel St. Martin, donde Louis es estrevistado por Daniel Molloy, corresponden a un edificio situado en Market Street, en la esquina de la Avenida Golden Gate en San Francisco.
El director artístico de origen italiano Dante Ferretti se encargó de diseñar en los Estudios Pinewood de Londres los interiores de la casa de Louis, Lestat y Claudia en Nueva Orleans, la suite del hotel donde Claudia y Louis se hospedaron en su paso por París, el Théâtre des Vampires —construido en el escenario Albert R. Broccoli 007— y las catacumbas donde residen los vampiros parisinos. En París se redecoró el exterior y el vestíbulo de la Ópera Garnier para filmar la llegada de Louis y Claudia a su hotel en la capital francesa.
Pitt admitió en una entrevista de 2011 con Entertainment Weekly que se sintió «miserable» durante el rodaje y que incluso en algún momento quiso abandonar, pero que decidió no hacerlo porque finalizar su contrato le hubiera costado cuarenta millones de dólares. El actor se refirió a su experiencia como «seis meses de maldita oscuridad» debido a las sesiones nocturnas de filmación en pleno invierno londinense que le causaron una fuerte depresión. También criticó el guion y comparó desfavorablemente al personaje de Louis que había admirado en el libro con el presentado en el guion:

En el libro este tipo [Louis] se pregunta: "¿Quién soy yo?", lo que probablemente era aplicable a mí mismo en ese momento [...] En la novela, [Louis] es un tipo que va en busca de su descubrimiento. Y mientras tanto, tiene a este personaje de Lestat que le fascina y al que aborrece [...] Tomaron los mejores aspectos de Lestat y los convirtieron en el pulso de la película, algo bueno y agradable, pero para mí no había nada que hacer, sólo sentarme y observar.

### Efectos especiales
El artista Stan Winston y su equipo de trabajo se encargaron de supervisar los efectos visuales y la compañía Digital Domain creó los efectos digitales bajo la dirección de Robert Legato. Inicialmente, Neil Jordan no quería utilizar los servicios de Winston, ya que su película iba a requerir principalmente efectos de maquillaje y el artista tenía la reputación de especializarse en efectos animatrónicos y de CGI a gran escala para largometrajes como Parque Jurásico (1993) y Terminator 2 (1991). Winston diseñó las apariencias vampíricas de los personajes y utilizó una técnica de estarcido de venas azules translúcidas en los rostros de los actores, quienes tenían que permanecer boca abajo durante treinta minutos para que la sangre subiera a sus cabezas y provocara que sus venas sobresalieran, permitiendo de esta forma a los maquilladores trazar patrones más realistas.
Los efectos digitales se utilizaron principalmente para añadir pequeños detalles o para realzar ciertos efectos físicos, como el incendio en la plantación de Louis, en el que se usaron llamas diseñadas en CGI sobre una miniatura de la mansión. Según Jordan, los efectos digitales más complejos fueron las transformaciones de Louis y Claudia en vampiros, pues eran tecnológicamente muy avanzados para la época. La escena en la que Claudia corta la garganta de Lestat se consiguió mediante un modelo animatrónico del personaje diseñado para marchitarse mientras se desangraba, realzado con sangre creada por CGI. Winston utilizó como inspiración fotografías de archivo de las víctimas de los bombardeos atómicos de Hiroshima para esculpir el modelo en bruto de los restos carbonizados de Claudia y Madeleine cuando sucumben ante la luz del sol. En las escenas a la orilla del mar en Nueva Orleans se usaron imágenes de barcos desarrolladas en CGI para simular el ambiente de la ciudad de Luisiana en el siglo xviii.

## Estreno

### Proyección previa

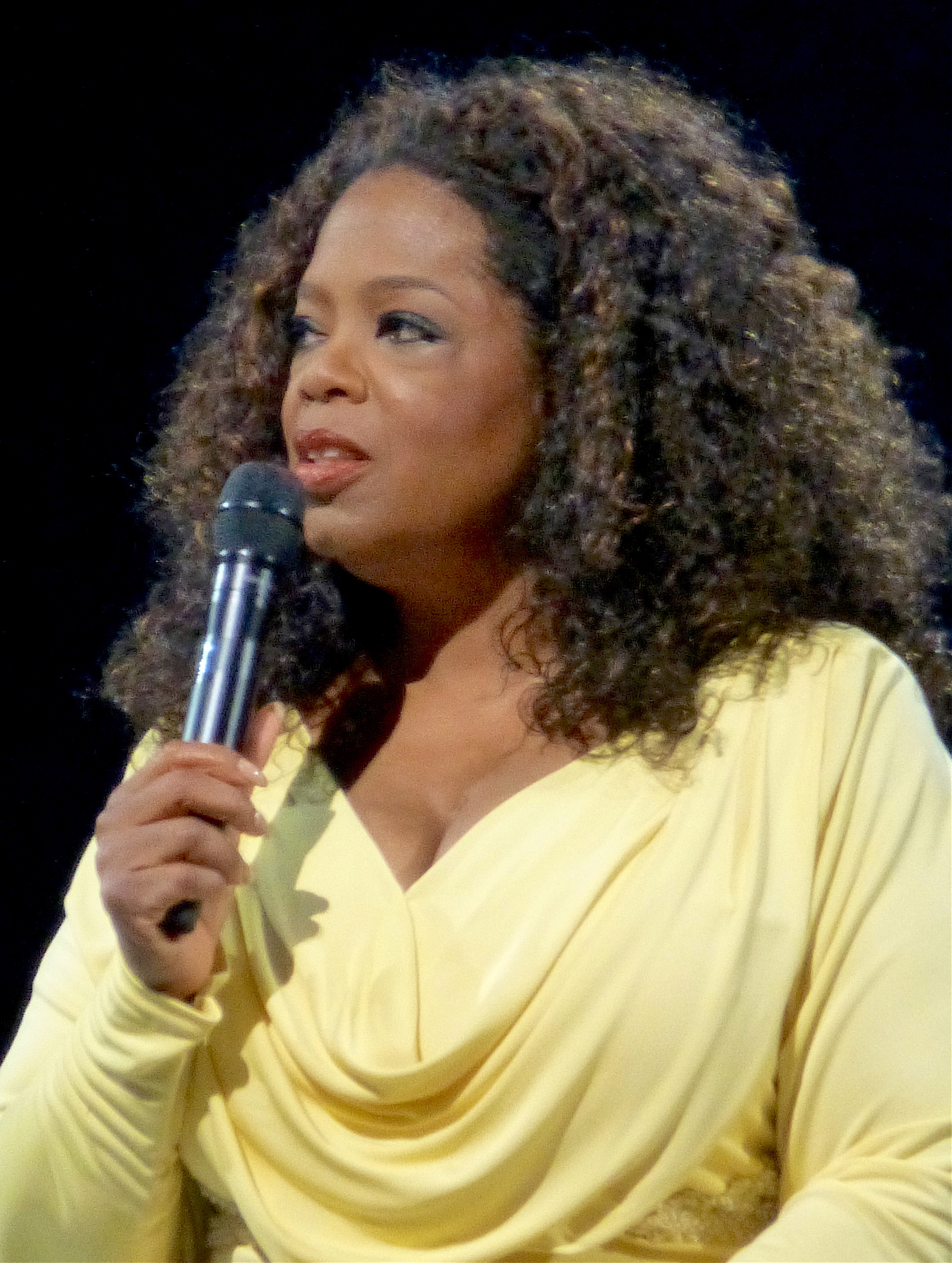
La presentadora de televisión Oprah Winfrey abandonó la sala de proyección de Entrevista con el vampiro por considerarla «demasiado sangrienta».

Antes del estreno oficial, se realizó una proyección de prueba con público. Según el productor David Geffen, algunos de los asistentes consideraron que el filme contenía «demasiada sangre y violencia». Aunque Neil Jordan pretendía reducir la duración del filme previo a la exhibición de prueba, Geffen quería mostrar esta versión sin cortes para «tener una idea de lo que quería el público». Finalmente se eliminaron cerca de veinte minutos de rodaje para obtener la versión definitiva exhibida en las salas de cine.
La presentadora de televisión Oprah Winfrey abandonó la proyección previa en Los Ángeles por considerarla «demasiado sangrienta» —especialmente por una escena donde Lestat vierte la sangre de una rata en una copa y se la brinda a Louis—, e incluso consideró cancelar una entrevista que tenía pactada con Tom Cruise en su programa de televisión. Afirmó además que cerca de treinta personas también se marcharon antes de finalizar la proyección y añadió: «Considero que hay fuerzas de la luz y de la oscuridad en el mundo, y no quiero contribuir a las fuerzas de la oscuridad». En la mencionada entrevista, Cruise manifestó que no le sorprendía el abandono de algunas personas de las salas de proyección y aseguró que la película no era apta para todo el público. La Motion Picture Association (MPA) le otorgó la clasificación R por contener «violencia vampírica, gore y sexualidad».

### Estreno en salas de cine y taquilla
El estreno de la película en los Estados Unidos estaba previsto inicialmente para el 18 de noviembre de 1994, pero los productores decidieron adelantarlo al día 11 del mismo mes para que Warner tuviera la oportunidad de impulsarla durante el periodo festivo de Acción de Gracias, uno de los más taquilleros del año. En países como Brasil, Alemania, Japón, España y Argentina se estrenó en el mes de diciembre, y en el Reino Unido, Noruega, Turquía, Irlanda y Polonia en enero de 1995. Entrevista con el vampiro se convirtió en un éxito económico al recaudar en su primer fin de semana 36,3 millones de dólares, ubicándose en la primera posición de la taquilla estadounidense por encima de The Santa Clause —con 19,3 millones—. Su recaudación total en los Estados Unidos alcanzó los 105 millones de dólares, mientras que a nivel mundial obtuvo 223,5 millones frente a un presupuesto estimado de cincuenta.

### Formato doméstico
Warner Home Video publicó la película en formato VHS el 21 de noviembre de 1995 y en LaserDisc el 6 de junio del mismo año. El 7 de octubre de 2008 salió al mercado la versión en DVD y Blu-ray, con comentarios del director Neil Jordan y el documental In the Shadow of the Vampire, donde los principales involucrados en la producción relatan anécdotas sobre la realización del filme.

## Reconocimientos

### Premios y nominaciones
En los Premios Óscar de 1995, la película fue nominada en las categorías de mejor banda sonora original y mejor diseño de producción, mientras que en los Premios BAFTA del mismo año ganó en las categorías de mejor fotografía y mejor diseño de producción, además que consiguió nominaciones en mejor diseño de vestuario y mejor maquillaje y peluquería. En los Globos de Oro, Kirsten Dunst fue nominada a la mejor actriz de reparto y Elliot Goldenthal recibió una nominación en la categoría de mejor banda sonora. El filme logró otros reconocimientos en eventos como los premios Saturn, ASCAP, Hugo, MTV Movie y YoungStar, entre otros.

### Listas y menciones
Rotten Tomatoes incluyó a Entrevista con el vampiro en la cuarta posición en su lista de las «treinta películas esenciales de vampiros». La revista Esquire la ubicó en la tercera casilla de su listado de las «veinte mejores películas de vampiros» y apareció en la octava posición del «top 10 de las mejores películas de vampiros de todos los tiempos» de Forbes. Publicaciones como Men's Health, Mental Floss, Parade, The Village Voice, O, The Oprah Magazine, Metro, Vogue, Espinof, GQ y Screen Rant la incorporaron en listas similares. Según The Numbers, un sitio web especializado en cifras de taquilla, Entrevista fue la novena película con mayor recaudación a nivel mundial en ese ítem al obtener más de 220 millones de dólares.

## Recepción crítica
En el portal de reseñas cinematográficas Rotten Tomatoes, Entrevista con el vampiro cuenta con un 63% de aprobación de la crítica especializada con base en 54 reseñas. Su consenso afirma: «Aunque carece de algunos de los matices más sutiles del libro y padece de alguna torpeza en el reparto, Entrevista con el vampiro se beneficia de la atmosférica dirección de Neil Jordan y de un exceso de emociones góticas». En Metacritic, una página similar, tiene una puntuación de 59 sobre 100 basada en 19 reseñas y una calificación de 8.5 otorgada por los usuarios de la plataforma, lo que indica «aclamación universal».
El crítico de cine Roger Ebert la calificó con tres estrellas sobre cuatro posibles y aseguró que «aunque uno de sus personajes ruega que lo transformen en vampiro y espera ansiosamente la perdición de la inmortalidad, la película nunca hace que el vampirismo parezca otra cosa que una tristeza infinita. Esa es su mayor fortaleza». También la comparó positivamente con el filme alemán Nosferatu (1922): «A lo largo de la historia del cine, los vampiros a menudo se han jactado como si se hubieran salido con la suya. Pero Nosferatu, la primera gran película de vampiros, fue más allá al igual que esta». Gene Siskel del Chicago Tribune se refirió a la labor del director: «Neil Jordan siempre ha tenido afinidad con los desvalidos, y ha creado una película que puede considerarse empática con cualquier grupo oprimido». Para Janet Maslin del New York Times, el filme «promete una historia de vampiros constantemente sorprendente, y logra mantener esa promesa».
En un tono más negativo, Todd McCarthy del semanario Variety aseguró en su reseña que «las interpretaciones de los protagonistas, aunque aceptables, no son suficientes para dar cuerpo a estos elegantes inmortales». Geoff Andrew de Time Out criticó el guion desarrollado por Anne Rice: «El mayor problema reside en el propio guion de Rice, que es dramáticamente repetitivo y filosóficamente banal». Siguiendo la línea de críticas poco entusiastas, Rita Kempley del Washington Post afirmó: «Los galanes de Hollywood [Brad Pitt y Tom Cruise] hacen gala de sus glóbulos en vano en Entrevista con el vampiro, la decepcionante adaptación de la suculenta novela de Anne Rice de 1976. La película, esperada con pasión y muy anunciada, es poco más que un drama de disfraces de época. Apenas tiene pulso». El crítico de la revista Time Richard Corliss escribió en su reseña: «Una historia de vampiros necesita vampiros, por supuesto, pero también necesita una víctima humana que lleve al público al vórtice y le ayude a escapar de él. De otra forma, el factor miedo se evapora y se obtiene este batiburrillo: una entrevista en el vacío, una película de vampiros con poca mordacidad».

## Banda sonora

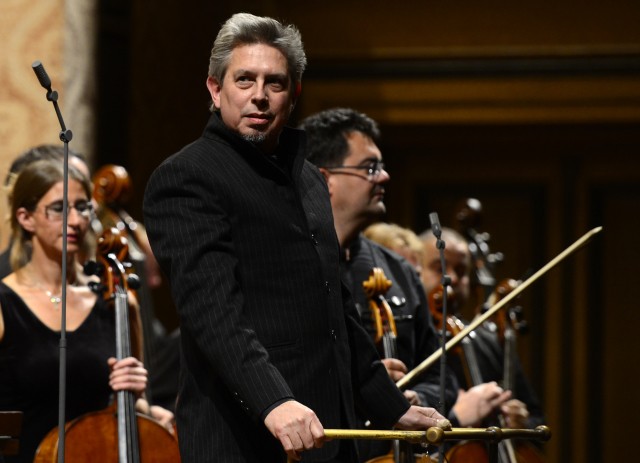
Elliot Goldenthal compuso la banda sonora.

Elliot Goldenthal compuso la banda sonora, la cual se caracteriza por un sonido dramático creado para complementar la atmósfera gótica del filme. El álbum recibió nominaciones a los Premios Óscar —en la categoría de mejor banda sonora original— y a los Globos de Oro —en la misma categoría—, pero perdió ambos galardones ante El rey león. Inicia con el himno católico «Libera Me», ligeramente modificado para reflejar el carácter de Louis. La frase inicial «Libera me, Domine, de morte æterna» («Sálvame, Señor, de la muerte eterna») se cambió por «Libera me, Domine, de vita æterna» («Sálvame, Señor, de la vida eterna») en una clara referencia a la lucha interna del vampiro como un ser inmortal.
Los productores le ofrecieron a la banda de hard rock Guns N' Roses grabar una versión de «Sympathy for the Devil» —original de The Rolling Stones— para incluirla como última pista del álbum. El tema se puede escuchar en los créditos finales de la película y se utilizó como lado A del sencillo del mismo nombre, con «Escape to Paris» de Goldenthal como lado B. «Sympathy for the Devil» se convirtió en el último lanzamiento importante de la banda californiana antes de la salida de Slash y Duff McKagan de su formación.

## Secuela y producciones relacionadas
En 2002, ocho años después del estreno de Entrevista con el vampiro, Warner Bros. produjo el filme La reina de los condenados, una adaptación de la novela del mismo nombre de Anne Rice (1988). La película —en la que el actor irlandés Stuart Townsend se encargó de interpretar el personaje de Lestat— obtuvo una pobre recepción de la crítica especializada y fue ignorada por la propia autora, quien aseguró en una entrevista con la periodista Mona Schnell que le aconsejó al estudio que en su lugar realizara un filme basado en su segunda obra, Lestat el vampiro.
En febrero de 2012 entró en desarrollo una adaptación cinematográfica de El ladrón de cuerpos, el cuarto libro de la serie Crónicas vampíricas, con la compañía productora de Brian Grazer y Ron Howard, Imagine Entertainment. Christopher Rice, hijo de la escritora, se encargó de crear un guion basado en la novela, pero en abril de 2013 el proyecto fue desestimado. En agosto de 2014, Universal Pictures adquirió los derechos de las Crónicas vampíricas y nombró a Alex Kurtzman y Roberto Orci como productores, quienes retomarían el guion escrito por Christopher para desarrollar una adaptación cinematográfica, algo que tampoco se concretó.
En mayo de 2016, el cineasta Josh Boone creó un nuevo guion basado en la mencionada novela y sugirió el nombre de Jared Leto para interpretar el papel de Lestat. No obstante, en noviembre del mismo año Anne Rice anunció que había recuperado los derechos de sus novelas y que tenía la intención de crear una serie de televisión a partir de su obra Lestat el vampiro. Sin embargo, en mayo de 2020 la cadena AMC adquirió los derechos de Las Crónicas vampíricas y Las brujas de Mayfair con el objetivo de desarrollar una adaptación televisiva.
El portal de noticias Deadline Hollywood anunció en junio de 2021 la designación de Rolin Jones como showrunner de una nueva serie de ocho episodios con un estreno estimado para 2022. Jones, quien ofició como cocreador de la primera temporada de la serie Perry Mason de HBO, contó con la asistencia del productor Mark Johnson como supervisor y con Christopher y Ann Rice como productores ejecutivos. El tráiler de la nueva serie de la cadena AMC fue presentado en la Convención Internacional de Cómics de San Diego de 2022, y confirmó la participación de Jacob Anderson, Bailey Bass y Sam Reid en los papeles principales.